# Martina Piemonte
Martina Piemonte (Ravenna, 7 november 1997) is een voetbalspeelster uit Italië. Ze speelt als aanvaller voor SS Lazio in de Serie A.

## Clubcarrière
Piemonte tekende in 2012 haar eerste profcontract bij Riviera di Rogmagna op veertienjarige leeftijd. Naar aanleiding van haar deelname aan het WK onder 17 in 2014 stapte ze over naar San Zaccaria.
Op 15 juli 2016 maakte Piemonte de overstap naar SSD Hellas Verona. In juli 2017 ging ze bij het Spaanse Sevilla  FC in de Primera División haar eerste buitenlandse avontuur aan. Ook was ze een periode actief bij stadsgenoot Real Betis.
Na een seizoen bij het Engelse Everton FC te hebben gespeeld, komt Piemonte sinds augustus 2024 uit voor SS Lazio.

## Statistieken
| Seizoen | Club               | Land     | Competitie       | Wedstrijden | Doelpunten |
| ------- | ------------------ | -------- | ---------------- | ----------- | ---------- |
| 2012/13 | Riviera di Romagna | Italië   | Serie A          | 16          | 0          |
| 2013/14 | Riviera di Romagna | Italië   | Serie A          | 13          | 0          |
| 2014/15 | USD San Zaccaria   | Italië   | Serie A          | 26          | 12         |
| 2015/16 | USD San Zaccaria   | Italië   | Serie A          | 17          | 6          |
| 2016/17 | SSD Hellas Verona  | Italië   | Serie A          | 19          | 11         |
| 2017/18 | Sevilla FC         | Spanje   | Primera División | 20          | 6          |
| 2018/19 | AS Roma            | Italië   | Serie A          | 17          | 3          |
| 2019/20 | Real Betis         | Spanje   | Primera División | 16          | 3          |
| 2018/19 | ACF Fiorentina     | Italië   | Serie A          | 14          | 0          |
| 2019/20 | ACF Fiorentina     | Italië   | Serie A          | 4           | 0          |
| 2020/21 | AC Milan           | Italië   | Serie A          | 8           | 4          |
| 2021/22 | AC Milan           | Italië   | Serie A          | 24          | 13         |
| 2022/23 | Everton FC         | Engeland | Super League     | 19          | 3          |
| 2023/24 | Everton FC         | Engeland | Super League     | 0           | 0          |
| 2024/25 | SS Lazio           | Italië   | Serie A          | 20          | 12         |
| Totaal  | Totaal             | Totaal   | Totaal           | 233         | 73         |

Laatste update: 14 april 2025

## Interlandcarrière
Piemonte maakte haar debuut voor het Italiaanse nationale team in 2024 in een WK 2015 kwalificatiewedstrijd tegen Tsjechië. Ze werd in 2022 opgenomen in de selectie van Italië voor op het EK 2022. Italië werd hier uitgeschakeld in de groepsfase.